# Plaça de la Porta de la Mar

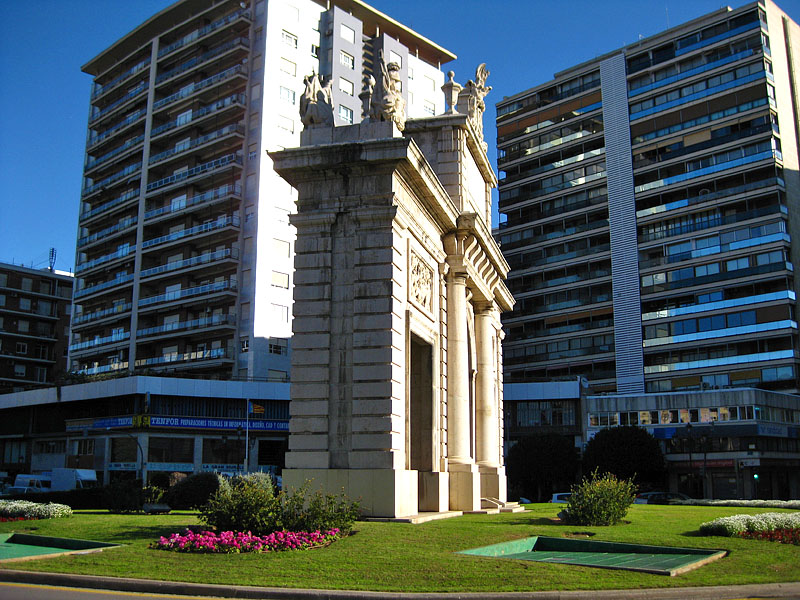
La plaça inclou torres altes

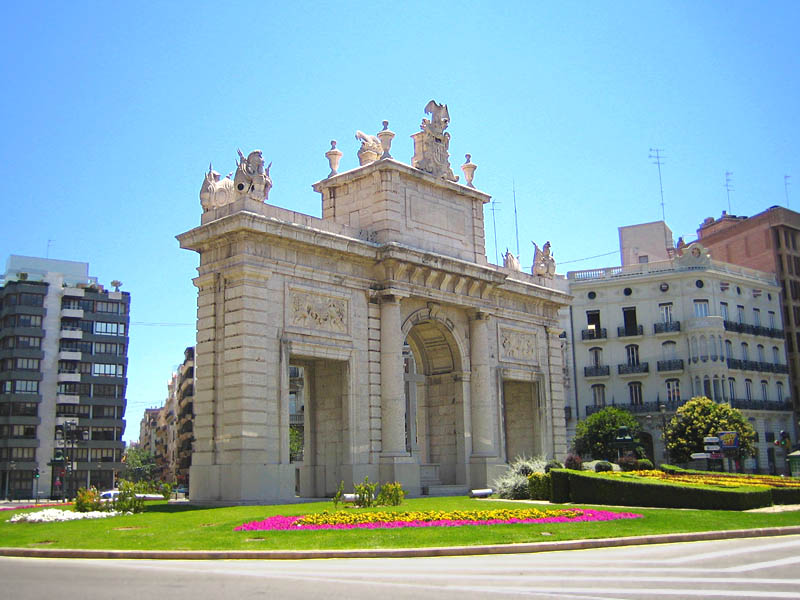
El monument a la Porta de la Mar

La plaça de la Porta de la Mar és una plaça de la Ciutat Vella de València que se situa al final septentrional del carrer de Colom, entre els barris de Sant Francesc, de la Xerea i del Pla del Remei.
És una plaça rodona i oberta, de grans dimensions, que funciona de plaça giratòria per al trànsit provinents dels carrers de Colom, del general Palanca, de la Justícia, del gravador Esteve i de Navarro Reverter.

## Elements arquitectònics

### La Porta de la Mar
L'element arquitectònic principal del conjunt és la Porta de la Mar, un arc triomfal d'estil imperialista, coronat amb decoracions que fan referència al folclore valencià com ara l'escut de València amb la rata penada que s'hi troba al punt culminant. Al voltant de la Porta hi ha un jardinet de flors i gespa d'escassa grandària. A l'entorn d'aquest, circula el trànsit. La situació de la Porta correspon al paper històric de la plaça com a portal de la ciutat de València en direcció a la mar Mediterrània. Abans de l'enderrocament de la muralla cristiana – que corria on ara rau el carrer de Colom i d'allí, fins al riu – a la segona meitat del segle xix, el trànsit encara passava per un portal que es deia la Porta de la Mar i que es suposa fóra pareguda a l'encara existent Porta de Serrans, i d'allí es dirigia fins al proper riu Túria. Tant el monument com la plaça, doncs, marquen el límit de la històrica Ciutat Vella i de l'actual districte homònim, i rememoren aquesta porta medieval desapareguda.

### Elements perifèrics
Al nord-oest, es troba el parc de la Glorieta, un parc municipal petit que conjuga fonts i arbres amb jocs infantils; tot això no pertany oficialment a la plaça, ja que els dos queden delimitats per una tanca de reixes de ferro. Un altre element perifèric és el Palau de la Justícia, que fa de xamfrà entre la plaça i el carrer de Colom. A l'altre extrem hi ha els antics jutjats, ara clausurats i traslladats a la Ciutat de la Justícia.

## Transport
La plaça és servida per les línies 2, 4, 9, 10, 16, 26, 29, 32, 71, 81, N2 i N8 d'autobús de l'EMT València.